# Hambruna en Yemen
La hambruna en Yemen es una de las peores crisis humanitarias del mundo, causada principalmente por la guerra civil yemení y el bloqueo liderado por Arabia Saudita. Más de 24 millones de personas, el 80 % de la población, necesitan asistencia humanitaria para sobrevivir. La situación es especialmente grave para los niños, estimándose que más de 85.000 niños menores de cinco años han muerto de hambre y desnutrición.
La economía yemení se ha reducido a la mitad desde 2015 y más del 80 % de la población vive por debajo del umbral de la pobreza. El sistema sanitario ha colapsado y los brotes de enfermedades prevenibles se han propagado sin control.
Ante tal situación, organizaciones como UNICEF, ACNUR y Médicos Sin Fronteras trabajan en Yemen para proporcionar ayuda humanitaria, incluyendo alimentos, agua, saneamiento y atención médica. Sin embargo, la respuesta humanitaria enfrenta graves déficits de financiación que amenazan la asistencia vital de millones de personas vulnerables en todo el país.

## Causas
La hambruna es el resultado directo de la intervención en Yemen de Arabia Saudita y el bloqueo. Yemen ya era la nación más empobrecida de la península arábiga y Medio Oriente, así como Al Hudaydah una de las ciudades más pobres de Yemen, pero la guerra y el bloqueo naval por parte de la coalición liderada por Arabia Saudita y Estados Unidos Navy empeoró gravemente la situación. 
Los ataques aéreos sauditas destruyeron los barcos de pesca, el principal medio de vida de los residentes de Al Hudaydah, dejándolos sin ningún medio para mantener a sus familias. Como resultado, un niño muere cada diez minutos en promedio. Un panel de expertos de la ONU descubrió que Arabia Saudita obstruye deliberadamente la entrega de ayuda humanitaria a Yemen.
Se informó que Arabia Saudita estaba apuntando deliberadamente a los medios de producción y distribución de alimentos en Yemen bombardeando granjas, barcos de pesca, puertos, almacenes de alimentos, fábricas de alimentos y otras empresas con el fin de exacerbar el hambre.
Tales acciones han llevado a la ONU a acusar a la coalición liderada por Arabia Saudita de cometer crímenes de guerra y de mostrar "total desprecio por la vida humana". Durante la guerra civil yemení, se destruyeron o dañaron unas 1.500 escuelas. Después de que las fuerzas de Hadi, respaldadas por Arabia Saudita, recuperaran Mocha de los hutíes, prohibieron que los pescadores trabajaran. La Unión de Pescadores Yemeníes acusó a la coalición de hacer la guerra contra los pescadores.
El senador estadounidense Chris Murphy acusó a Estados Unidos de complicidad en la crisis humanitaria de Yemen: "Hoy están muriendo miles y miles dentro de Yemen. Tal horror se debe en parte a nuestra decisión de facilitar una campaña de bombardeos que asesina a niños y a respaldar una estrategia saudí en Yemen que utiliza deliberadamente la enfermedad y el hambre y la retirada del apoyo humanitario como táctica. Médicos Sin Fronteras (MSF) ha estado ayudando a las víctimas de la hambruna y el brote de cólera, además de brindar apoyo psicológico a las personas afectadas por la guerra.

## Cronología
La decisión de Abd Rabbuh Mansour Hadi de trasladar el Banco Central de Yemen a Adén en septiembre de 2016 exacerbó las delicadas condiciones de vida de la población. La medida "tenía como principal objetivo inhabilitar la burocracia de Houthi-Saleh con sede en Saná. En cambio, provocó una grave crisis de liquidez que ha alimentado la hambruna, ya que entre 8,5 y 10 millones de yemeníes dependen de los salarios del sector público que han quedado sin pagar desde hace más de un año".
El Centro de Estudios Estratégicos de Sana registró que, de hecho, la crisis bancaria ya había empezado a principios de 2010, cuando los bancos estadounidenses comenzaron a cerrar las cuentas de los bancos yemeníes; y con el inicio del conflicto en 2011, cuando Yemen quedó bajo la jurisdicción del Capítulo 7 de la ONU. 
"Los grandes bancos europeos y estadounidenses dejaron de interactuar completamente con los yemeníes. Los bancos yemeníes se volvieron incapaces de cumplir con las solicitudes de los clientes para retirar efectivo, lo que provocó una mayor acumulación fuera del sistema bancario y que no tuvieran moneda nacional para depositar en el Banco Central de Yemen. Estos factores múltiples, interrelacionados y que se refuerzan mutuamente ayudaron a instigar una grave crisis de liquidez en efectivo en el sector público a mediados de 2016.
Más de 50.000 niños en Yemen murieron de hambre durante 2017. El 5 de noviembre de 2017, la coalición liderada por Arabia Saudita comenzó a bloquear todos los envíos de combustible a Yemen, lo que provocó que los agricultores abandonaran equipos modernos como tractores y que los hospitales trabajasen sin generadores. 
El 11 de diciembre de 2017, Jamie McGoldrick, coordinador humanitario de la ONU para Yemen, afirmó que 8 millones de personas del país están en peligro de hambruna a menos que se permita el acceso a ayuda humanitaria inmediata. El 13 de diciembre de 2017, el administrador de USAID, Mark Andrew Green, declaró que no hay indicios de que el bloqueo se haya aliviado de alguna manera y que los puertos yemeníes todavía están completamente bloqueados.
Según The Economist, otra causa importante de la hambruna es la popularidad del cultivo y consumo de khat, que requiere una cantidad significativa de agua para crecer además de ser la droga más popular en Yemen. El cultivo de khat está monopolizado por los rebeldes hutíes. En julio de 2018, se informó de un aumento del 25 % en los casos de hambre grave en Yemen en comparación con 2017.
En una columna de septiembre de 2018 en el New York Times, Nicholas Kristof declaró que Estados Unidos apoya los crímenes de lesa humanidad en Yemen: "Estados Unidos está ayudando a matar, mutilar y matar de hambre a los niños yemeníes. Al menos ocho millones de yemeníes corren el riesgo de sufrir una inminente hambruna, causada no por las malas cosechas, sino por nuestras acciones y las de nuestros aliados. Naciones Unidas la ha calificado de la peor crisis humanitaria del mundo, y la reconocemos ". 
En octubre de 2018, la Fundación para la Paz Mundial publicó un informe documentando la destrucción sistemática de la infraestructura de producción y distribución de alimentos en Yemen por parte de la coalición liderada por Arabia Saudita.
El 31 de octubre de 2018, Estados Unidos y el Reino Unido, los mayores proveedores de armas de Arabia Saudita, pidieron un alto el fuego en el conflicto de Yemen. Michael Pompeo, secretario estatal de Estados Unidos, mandó un comunicado de prensa: 
"El cese de las hostilidades y la reanudación vigorosa de una vía política ayudarán a aliviar la crisis humanitaria también. Es hora de poner fin al conflicto, reemplazarlo por un compromiso y permitir que el pueblo yemení se recupere a través de la paz y la reconstrucción". 
El 10 de noviembre de 2018, Estados Unidos anunció que ya no repostaría los aviones de la coalición que operaban sobre Yemen. Sin embargo, Estados Unidos continúa respaldando la intervención de Arabia Saudita con la venta de armas y el intercambio de inteligencia. 
En noviembre de 2018, según el informe del New York Times, 1,8 millones de niños en Yemen están gravemente desnutridos. El 3 de agosto de 2019, un informe de Naciones Unidas dijo que Estados Unidos, Reino Unido y Francia pueden haber sido cómplices de crímenes de guerra en Yemen al vender armas y brindar apoyo a la coalición liderada por Arabia Saudita que usa la hambruna civil como táctica de guerra.